# Stactobiella
Stactobiella is een geslacht van schietmotten uit de familie Hydroptilidae

## Soorten
Deze lijst van 12 stuks is mogelijk niet compleet.
- S. alasignata L Botosaneanu, 1993
- S. biramosa AV Martynov, 1929
- S. brustia (HH Ross, 1938)
- S. cahaba SC Harris, 1985
- S. celtikci F Cakin, 1983
- S. delira (HH Ross, 1938)
- S. martynovi RL Blickle & DG Denning, 1977
- S. nikulinae TI Arefina, 2004
- S. palmata (HH Ross, 1938)
- S. risi (J Felber, 1908)
- S. siribhum H Malicky & P Chantaramongkol, 2007
- S. tshistjakovi (TI Arefina and JC Morse, 2002)